# Nawrot lekarski
Nawrot lekarski (Lithospermum officinale L.) – gatunek rośliny należący do rodziny ogórecznikowatych. Występuje w stanie dzikim w całej Europie oraz na znacznej części Azji. W Polsce rozproszony na niżu, na wielu obszarach bardzo rzadki, z kolei częściej spotykany w dolinie środkowej i dolnej Wisły oraz na Pogórzu Karpackim.

## Morfologia

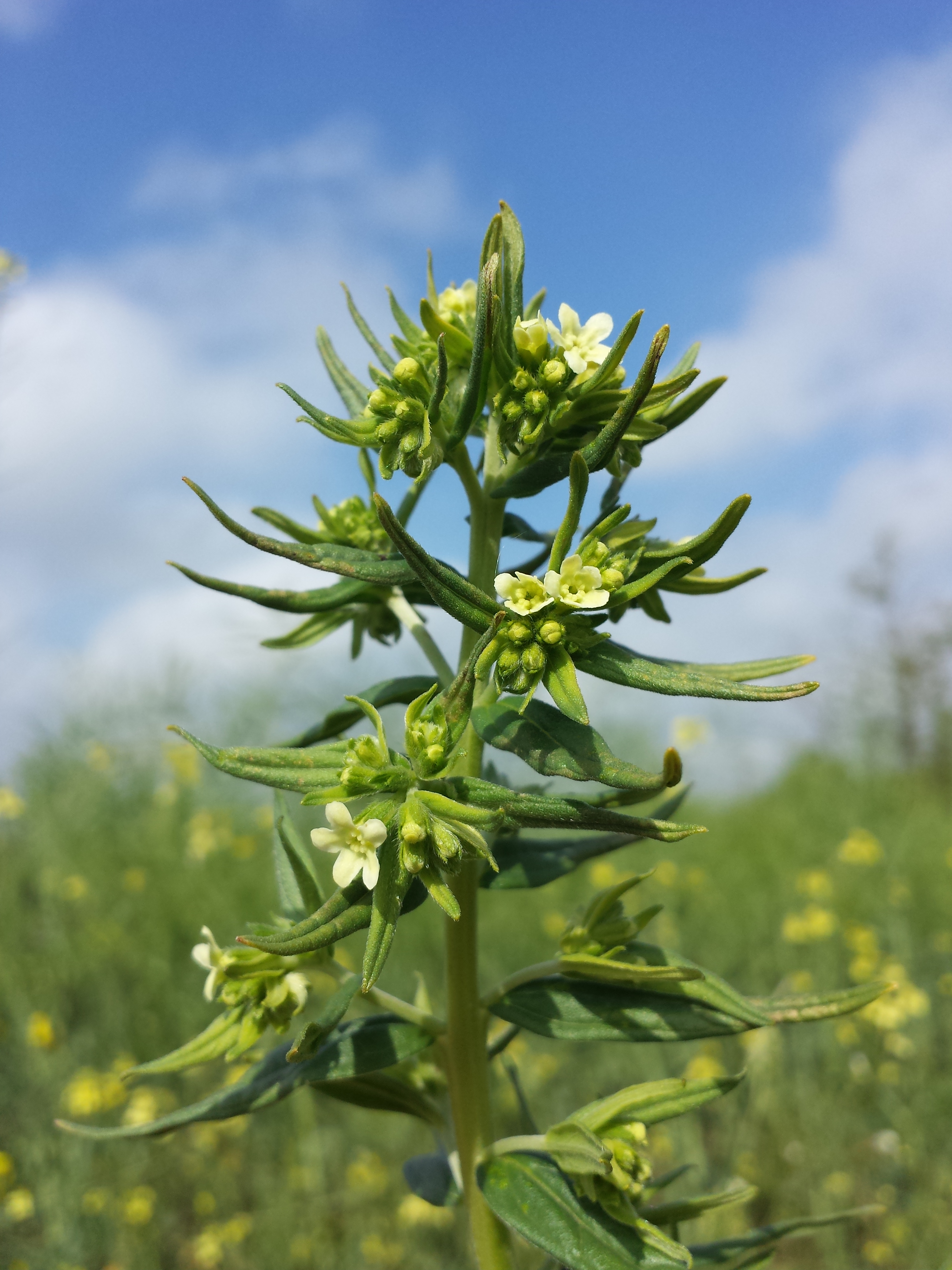
Kwiatostan

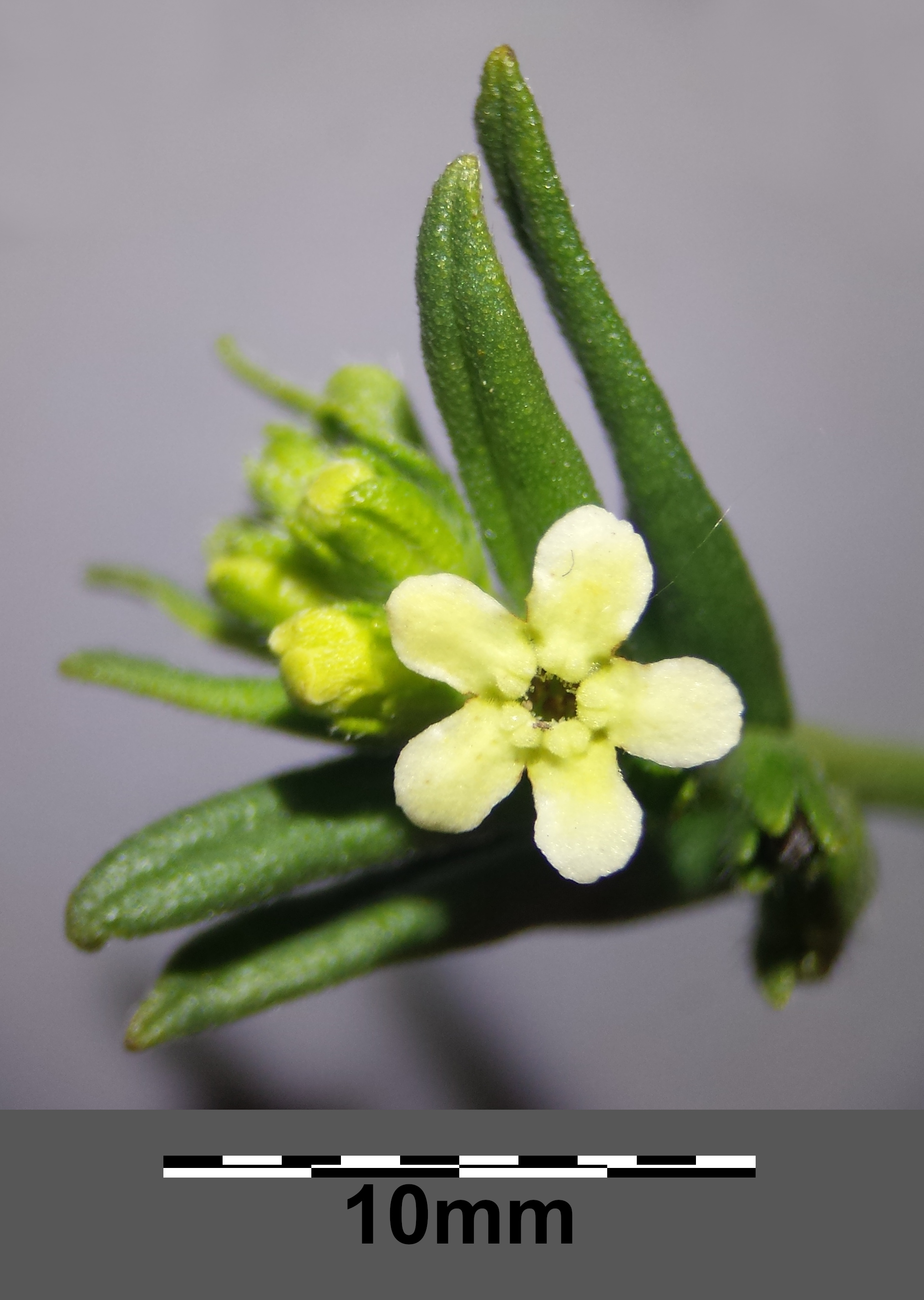
Kwiat

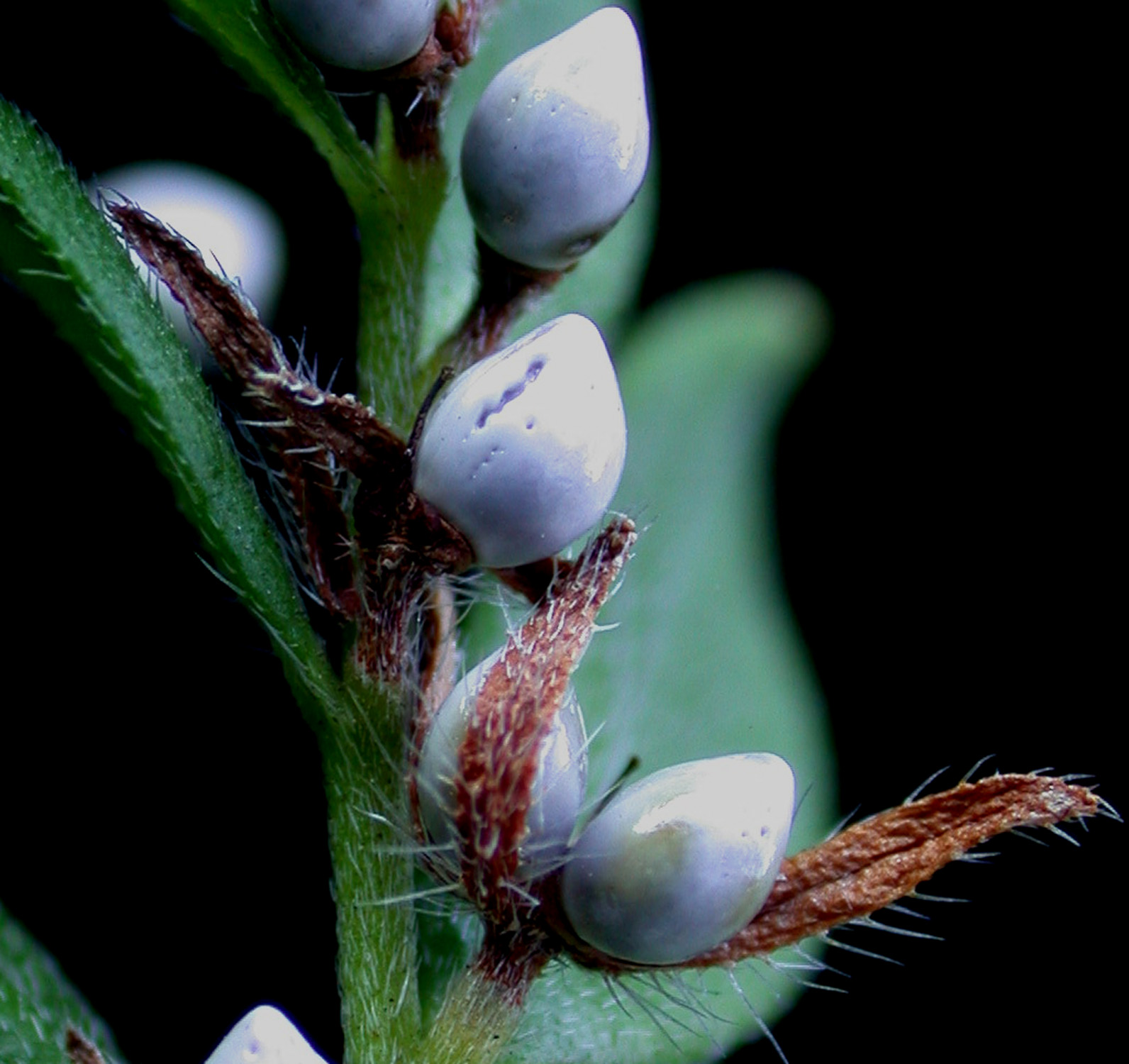
Owoce

PokrójRoślina wieloletnia wzniesiona, bardzo rozgałęziona, osiąga wysokość 30–100 cm.
LiścieMiękko owłosione, lancetowate, z wyraźnie widocznymi nerwami bocznymi.
KwiatyKremowe lub zielonożółte, zebrane w pęczki w ulistnionych, wierzchołkowatych kwiatostanach.
OwoceGładkie i lśniąco białe.

## Biologia i ekologia
Bylina, hemikryptofit. Siedlisko: widne lasy, łęgi, zarośla, słoneczne pagórki. Chętnie rośnie na wapieniu. Kwitnie od maja do lipca.

## Zastosowanie
Roślina lecznicza, dawniej stosowana w lecznictwie.